# Línia 9 del TRAM Metropolità d'Alacant
La línia 9 és una de les línies del TRAM Metropolità d'Alacant, que serveix la zona metropolitana d'Alacant i la Marina. Aquesta línia recorre tota la costa de la Marina des de l'estació de Benidorm, passant per municipis com Altea, Calp o Dénia.
És l'única de les línies del TRAM Metropolità d'Alacant que no té l'origen a la ciutat. Només té dues parades compartides amb una altra línia de la xarxa, la 1: Benidorm i Benidorm Intermodal. Fent transbord amb aquesta línia, es pot arribar fins a Alacant.
Actualment, les línies 6, 7 i 8 no existeixen, de manera que hi ha un salt en la numeració entre la línia 5 i aquesta.
En concret, la llista completa de les parades de la línia 9 és la següent: Benidorm, Benidorm Intermodal, Camí Coves, l’Alfàs del Pi, l’Albir (El Albir), Altea, Garganes, Cap Negret, Olla Altea, Calp, Ferrandet, Benissa, Teulada, Gata, la Xara, la Pedrera, Alqueries, Dénia.